# Euphaedra lucille
Euphaedra lucille är en fjärilsart som beskrevs av Pieter Cramer 1782. Euphaedra lucille ingår i släktet Euphaedra och familjen praktfjärilar. Inga underarter finns listade i Catalogue of Life.